# ایهور یاورسکی
ایهور یاورسکی (اوکراینی: Ігор Петрович Яворський؛ زادهٔ ۹ ژوئن ۱۹۵۹) بازیکن فوتبال اهل اوکراین است.